# Лас-Пальмас Атлетіко
«Лас-Па́льмас Атлетіко» (ісп. Las Palmas Atlético) — іспанський футбольний клуб, що базується в Лас-Пальмасі і є резервною командою клубу «Лас-Пальмас». Гостей приймає на арені «Анекс», що вміщає 500 глядачів.

## Історія
Клуб заснований як самостійний в 1941 під ім'ям «Уніон Атлетіка» і виступав в регіональних лігах. 1977 року клуб став резервною командою «Лас-Пальмас», що тоді виступав у Ла Лізі, і отримав назву «Лас-Пальмас Атлетіко». Того ж року клуб заявився до професійних змагань і став виступати у Терсері — четвертому за рівнем дивізіоні Іспанії. Клуб ніколи не піднімався в іспанську Ла Лігу чи навіть «Сегунду» і найкращим досягненням «Лас-Пальмас Атлетіко» в чемпіонаті Іспанії стало 9-е місце в «Сегунді Б» в сезоні 1979/80.

## Сезони по дивізіонах
- Сегунда Б — 7 сезонів.
- Терсеро — 30 сезонів.
- Регіональна ліга — 36 сезонів.

## Досягнення
- Переможець Терсери (8) : 1978/79, 1982/83, 1989/90, 1991/92, 1998/99, 1999/00, 2006/07, 2012/13.

## Колишні назви
- Уніон Атлетіка — 1941–1959
- Лас-Пальмас Афісіонадо — 1959–1977
- Лас-Пальмас Атлетіко — 1977–1991
- Лас-Пальмас Б — 1991–2008
- Лас-Пальмас Атлетіко — 2008-н.ч.